# Стрільба на літніх Олімпійських іграх 1952
Змагання зі стрільби на літніх Олімпійських іграх 1952 в Гельсінках тривали з 25 до 29 липня. Змагалися лише чоловіки. Розіграно 7 комплектів нагород. Застосовано новий формат: приціл тепер розташовувався на лівому боці дула.

## Медальний залік
| Дисципліна                                       | Золото                         | Золото | Срібло                      | Срібло | Бронза                   | Бронза |
| ------------------------------------------------ | ------------------------------ | ------ | --------------------------- | ------ | ------------------------ | ------ |
| Швидкісний пістолет                              | Карой Такач (HUN)              | 579    | Сілард Кун (HUN)            | 578    | Георге Лікіардопол (ROU) | 578    |
| Пістолет                                         | Гелет Беннер (USA)             | 553    | Анхель Леон де Госало (ESP) | 550    | Амбруш Балог (HUN)       | 549    |
| Гвинтівка лежачи                                 | Йосіф Сирбу (ROU)              | 400    | Борис Андрєєв (URS)         | 400    | Артур Джексон (USA)      | 399    |
| Гвинтівка з трьох положень                       | Ерлінґ Асб'єрн Конґсгеуґ (NOR) | 1164   | Вільхо Юленен (FIN)         | 1164   | Борис Андрєєв (URS)      | 1163   |
| Олень, що біжить (одиночні та подвійні постріли) | Йон Ларсен (NOR)               | 413    | Пер Олоф Шельдберґ (SWE)    | 409    | Тауно Мякі (FIN)         | 407    |
| Гвинтівка з трьох положень, 300 метрів           | Анатолій Богданов (URS)        | 1123   | Роберт Бюрхлер (SUI)        | 1120   | Лев Вайнштейн (URS)      | 1109   |
| Трап                                             | Жорж Женере (CAN)              | 192    | Кнут Гольмквіст (SWE)       | 191    | Ганс Лічедаль (SWE)      | 190    |

Карой Такач вразив світ своєю перемогою в стрільбі зі швидкісного пістолета на 25 метрів. 1940 року його знали як найвправнішого стрільця в збройних силах Угорщини і вважали фаворитом у цій дисципліні. Утім, він втратив частину кисті через нещасний випадок з ручною гранатою. Попри повне одужання, він вже більше не міг стріляти робочою рукою. 12 років Такач тренувався стріляти слабшою рукою так само вправно, як колись стріляв робочою. Зрештою він здобув золоту медаль, чим неабияк здивував усіх і спонукав людей у всьому світі до подолання негараздів.

## Країни-учасниці
Змагалися 218 стрільців з 41-єї країни:
| - Аргентина (7) - Австрія (3) - Бельгія (4) - Бразилія (8) - Болгарія (6) - Канада (4) - Чилі (2) - Куба (2) - Чехословаччина (6) - Данія (5) - Єгипет (6) |  | - Фінляндія (11) - Франція (9) - Німеччина (6) - Велика Британія (12) - Греція (6) - Гватемала (3) - Угорщина (6) - Індія (2) - Ізраїль (4) - Італія (8) |  | - Японія (1) - Ліван (3) - Мексика (4) - Монако (6) - Норвегія (9) - Пакистан (1) - Філіппіни (3) - Польща (2) - Португалія (4) - Пуерто-Рико (5) |  | - Румунія (4) - Саар (2) - Південно-Африканська Республіка (1) - СРСР (11) - Іспанія (4) - Швеція (10) - Швейцарія (9) - США (6) - Венесуела (7) - Югославія (6) |

## Таблиця медалей
| Місце                | Країна               | Золото | Срібло | Бронза | Загалом |
| -------------------- | -------------------- | ------ | ------ | ------ | ------- |
| 1                    | Норвегія (NOR)       | 2      | 0      | 0      | 2       |
| 2                    | СРСР (URS)           | 1      | 1      | 2      | 4       |
| 3                    | Угорщина (HUN)       | 1      | 1      | 1      | 3       |
| 4                    | Румунія (ROU)        | 1      | 0      | 1      | 2       |
| 4                    | США (USA)            | 1      | 0      | 1      | 2       |
| 6                    | Канада (CAN)         | 1      | 0      | 0      | 1       |
| 7                    | Швеція (SWE)         | 0      | 2      | 1      | 3       |
| 8                    | Фінляндія (FIN)      | 0      | 1      | 1      | 2       |
| 9                    | Іспанія (ESP)        | 0      | 1      | 0      | 1       |
| 9                    | Швейцарія (SUI)      | 0      | 1      | 0      | 1       |
| Загалом (10 збірних) | Загалом (10 збірних) | 7      | 7      | 7      | 21      |